# Nicolas V de Mecklembourg-Werle-Waren
Pour les articles homonymes, voir Nicolas V (homonymie).
Nicolas V de Mecklembourg-Werle-Waren  (né entre 1341 et 1385 – mort après le 21 janvier 1408) il fut seigneur de  Werle-Goldberg et Werle-Waren de 1385 (ou 1395) jusqu'en 1408.
Nicolas V est le fils de Jean VI de Mecklembourg-Werle-Waren et d'Agnès, la fille de Nicolas IV de Mecklembourg-Werle-Goldberg.
Il règne comme corégent de son père puis après la mort de ce dernier il règne seul jusqu'en 1401. Ensuite il règne conjointement avec son frère Christophe de Mecklembourg-Werle-Waren. Après 1397, il épouse Sophie (morte avant le 21 août 1408), la fille du duc Boguslaw VI de Poméranie à Wolgast qui était la veuve du duc Éric Ier de Mecklembourg-Schwerin. Nicolas V meurt en 1408 et il est inhumé dans le monastère de Doberan. Il laisse une fille unique Judith (surnommée Jutta) qui épouse Henri de Mecklembourg-Stargard.